# スクールJCA
スクールJCAとは、芸能事務所・プロダクション人力舎が1992年に開校したタレントの養成所。

## 概説
東京初のお笑い専門学校で、JCAは人力舎（Jinrikisha）、キメラ（Chimera）、ASH&Dコーポレーションの頭文字からとっている。
毎年約100名ほどが入学し卒業検定で約10組に絞られ、そこから残るのは2〜3組ほどである。芸能養成所の授業料としては高額の60万円を納めなければ所属ルートに乗れない上、正式所属する際にまた20万円かかる。正式に人力舎所属の芸人になれなくても、ダンディ坂野や三四郎などを筆頭に他事務所で活躍する芸人も多い。
様々なジャンルの人物を講師に迎え色々な視点から講義をしてもらい、生徒に自分がどんな人間なのかキャラクターを明確に把握させることを重点に置いており、人力舎所属の芸人が講師として授業に現れることもある。
ただし、吉本総合芸能学院（NSC）など他のお笑い系養成所に比べると格段に「授業内容がゆるい」らしく、ラバーガールによれば「吉本は週6日授業なのに人力舎は週3日」「授業で延々ハンカチ落としだけをやって終わったり、『ルールはよくわからないけどカバディやってみよう』という日もあった」という。
これまでは毎年優秀な生徒数組を下部組織である「JCAプロモーション」の所属として残し、さらに将来性のあるグループを正式に昇格させるという方針を取っていたが、2017年頃より公式サイト内で設けられていたJCAプロモーション所属芸人のプロフィール欄が廃止され、所属が決定した卒業生も人力舎所属芸人のプロフィール欄に掲載されるようになった（2020年7月まで、所属芸人のうちおよそ半分のプロフィールは「ネクストタレント」として別ページ化されていた）。
同様に毎年数回のオーディションを定期的に実施しており、近年では卒業生を招いたオープンキャンパスを開催している。2017年度には児嶋一哉（アンジャッシュ）・柴田英嗣（アンタッチャブル）・鈴木拓（ドランクドラゴン）、2019年度には飯塚悟志（東京03）による特別体験授業が行われた。

## 著名な出身者
| 期 | 入学 | 著名な出身者 |
| -- | ---- | --- |
| 1  | 1992 | 児嶋一哉（アンジャッシュ）、大九明子（映画監督）、中島大和（劇団ノーティーボーイズ 元らんぶるふぃっしゅ）、西川栄二（作家 元スクールJCA校長） |
| 2  | 1993 | 飯塚悟志（東京03 元アルファルファ）、渡部建（アンジャッシュ）、石塚義之（俳優 元アリtoキリギリス）、ダンディ坂野、ユリオカ超特Q、あ・うんず（解散）、D-BARN（解散） |
| 3  | 1994 | アンタッチャブル、豊本明長（東京03 元アルファルファ）、かずみん（元スウィング）、ダンディ坂野、なかたよしゆき（元逆転満塁ホームラン、ラブカップル、スウィング）、フジタ（元シビリアンマシーン、クソゲーコンプレックス）、さめごはん（解散）、のぐお（引退） |
| 4  | 1995 | 北陽、ゆってぃ（元グーニーズ、ロケット、マンブルゴッチ）、川村龍俊（引退 元オトノ葉Entertainment、マンブルゴッチ） |
| 5  | 1996 | ドランクドラゴン、田上よしえ、ガーユー（埼京パンダース 元クールズ）、OZANARI（引退）、海月（解散）、タイトパンツ（解散）、バイブレイン（解散）、林カントリー（解散）、富士山富士夫（引退 元毛皮のマリーズ） |
| 6  | 1997 | 今野浩喜（元キングオブコメディ、ゲットスマイルズ）、しゃこ、VISION（解散）、金森隆造（引退 元デカメロン）、佐藤ムー太郎（引退）、SPARKS（解散）、高橋健一（引退 元キングオブコメディ） |
| 7  | 1998 | おおかわら（鬼ヶ島 元アメデオ）、野田勉（鬼ヶ島 元チャップメン）、加藤憲（元キングヴィオラ、世田谷フレンズ、エレファントジョン、チャップメン）、森枝天平（作家 元エレファントジョン、アメデオ）、あだち（ワチュワナドゥ 元ひるやすみ、白くま、東方女子）、伊藤俊輔（俳優 元うずみる）、桜塚やっくん（元美女♂men Z、あばれヌンチャク）、さちまる。（元ちむりん、ほっかいどんたっく、チャイニング）、もみバルーン（元チャイニング）、雨堤ブルース（解散）、じゃけん（解散）、ノーワーク（解散）、プラチナ（解散） |
| 8  | 1999 | アイアム和田（鬼ヶ島 元シンガポールママ、CUBE）、新道竜巳（馬鹿よ貴方は）、岩ちゃん（元どてちんレンジャー）、枝村明子（俳優 元Vi☆Vi）、林田竜次（ビフテキ 元3フランシスコ、ヒットマン、津々浦々）、FISH（ロコモコボンゴ!）、モリコウヘイ（うわそら 元ドッグレッグ、孔雀、フラット）、石川明（引退 元CUBE）、パンチパンチ（解散）、ビシャモン天（解散）、まちだあきこ（引退 元ダンジキ、桃色ウルフ） |
| 9  | 2000 | カルメンひろき、秋山潤（引退 元ダブルヘッドロック、グーニーズ、プレパラート）、海野孝太（引退 元ランチランチ、プレパラート）、金子尚弘（引退 元11チャンネル、シンガポールママ、ぷんぷん）、ちょもらん（解散）、浜津雅彦（引退 元オーチンハラショー、ぷんぷん）、船場隆太（引退 元オーチンハラショー、フラット） |
| 10 | 2001 | ラバーガール、いけだてつや（元三福星、ユンカース）、池田57CRAZY（完熟フレッシュ 元ロックンロールコメディーショー、ジャンボジェット）、大津ワイン（俳優）、カルメンひろき、慶（元アイアンボーイ、アイアンボール、.monkey、ロングショート）、藤枝聡（引退 元ビタミンズ、ジャンボジェット）、前田武伸（引退 元オレンジシャンプー、オレンジジュース）、増田香（引退 元ラブカップル、9ボール）、村上靖明（引退 元ピンクパンダ、オレンジジュース） |
| 11 | 2002 | ゼウスちかお、あないかずひさ（作家 元ルーシー、IQ）、クイーンメリー（解散）、桜島（解散）、西山浩央（引退 元目玉焼き、ベビーフェイス鬼軍曹）、花輪茶之介（飴細工師 元ヒラヰトハナワ、三福星）、平井邦明（引退 元ぼーなすとらっく、ヒラヰトハナワ、三福星）、ピンポンダッシュ（解散）、ランダンプレイ（解散） |
| 12 | 2003 | 早出明弘（元ニッケルバック）、あがいん直（元あがいん、50螺旋）、立山誉（渋谷ニコルソンズ 元抹茶、百万石、のせかわせ）、アナコンダバイス（解散）、オンザライス（解散）、スズックー（引退 元ひるやすみ、3D）、橋本裕介（引退 元逆転満塁ホームラン、ロックンロールコメディーショー）、ミヤザワールド（引退 元るんるんルーム、きまぐれカウンター、百万石、3D）、唯我毒論LTD（解散）、ラグタキオン（解散）、渡辺照幸（引退 元ニッケルバック） |
| 13 | 2004 | 三四郎、ともしげ（モグライダー 元ぱーぷるマシーン）、阿諏訪泰義（元うしろシティ、ワンスター）、あべじゅりあ（元ブルーアンカー、ほっとライス、次男坊、50螺旋）、エクソシストまーくん（元ザ・ツイスターズ、ディクソン）、佐野（牛女 元演芸おんせん）、ジェミニ、しんのすけ（オテンキ 元メダカクリーム、ハッピーエンド、アイアンボーイ、演芸おんせん）、ゼンゴー、ソノシート、浜中剛（SYUPRO-DX）、ゆずきヶ島（マウンテンブック 元ハッピーエンド、スタンデライオン）、横田純（SYUPRO-DX 元劇団マクガフィンズ）、池上貴彦（引退 元ラムシャンプー）、池田宜敬（引退 元オレンジシャンプー、ラムシャンプー）、磯山健太（引退 元ハッピークローバー、ピース11）、イトウコウヘイ（引退 元ヘンドリックス）、釜戸達考（引退 元ミルキーウェイ、ハッピーエンド）、からすん（引退 元おおきめ、どれみ雑技団）、薫風（引退 元宵待草）、公園ドライブ（引退）、サイキックサイタマ（解散）、斉藤徹哉（引退 元ナナイロ、スタンデライオン、50螺旋）、さとうゆうすけ（引退）、鶴賀真一（引退 元抹茶、百万石）、藤子（引退 元かえるパンチ）、プラント（解散）、ベランダスモーク（解散）、ミンティマーキー（解散）                                                                                |
| 14 | 2005 | リニア、畠山検定（元シンデレラ）、オガタ。（元ザ・ギンギンマル、クレイジーマッシュポテト、グランパショップ）、加藤ミリガン（元メリー）、せきあっし（エンターテイナー）、ともしげ（モグライダー）、松戸正宏（千葉チューセッツ 元リッチモンド、カメレオン）、リョウマエダ（元イタイモンク、ストレンズ、ジプシーダンス）、阿部育修（引退 元ビートルホーク）、池澤ヒロミネ（引退 元どんぶらこ、リッチモンド）、石倉龍馬（引退 元いきるゆうき）、カーテン（解散）、カーネーション（解散）、粕壁遥（引退 元ピーナッツパン）、加藤克俊（引退 元バリアスリー）、田中希実（引退 元ぴーかぶー、ピーナッツパン）、長屋真治（引退 元トチギフ、サンミラノ、宵待草）、パーティ内山（引退）、長谷川デビルマル（引退 元ザ・ギンギンマル、どんぶらこ、チャリバンク）、茂木亮人（引退 元シンデレラ） |
| 15 | 2006 | 内間一彰（うちまつげ 元ういろうプリン）、小野大樹（キズナ 元いきるゆうき）、荒井義久（元パラレル反抗期、トチギフ、ビートルホーク）、手塚ジャスティス（ポメラン 元ギャルズ、ヤッコサンダットサン）、丸山雄史（雀士 元ういろうプリン）、あおいしんご（引退 元くるくる、グランパショップ）、小野嵜正俊（引退 元サンミラノ）、幸内渉（引退 元グレゴリオ、アットホーム）、篠田俊（引退 元ジプシーダンス）、島田祐也（引退 元マルコ、25%、ツーロック）、橘モンスター（引退 元タチバナヤナギ屋、黄金クリーチャー）、トリプルクラウン（解散）、幕張スカイフィッシュ（解散）、雅（引退 元エレガントグリーン）、リンゴアメ（解散）、ワンハイスクール（解散） |
| 16 | 2007 | 荒ぶる神々、三福エンターテイメント（元ザンゼンジ）、くわちゃん（元アンゲラー、ページ壱）、たきおと（元リトレイン）、武田裕司（キズナ 元ザンゼンジ）、いでけん（元れぷりか、ゴールデンハイスクール、アンダーライン）、井村俊哉（投資家 元シンブン）、松尾美梨椏（元イタイモンク、ワルステルダム）、ワンワン正田、あんたま（解散）、Xllent葉弐（引退）、大久保真生（引退 元ワルステルダム）、島田裕也（引退 元マルコ、ツーロック、島田小枝、25%）、ダメジン（解散）、速水優（引退 元リトレイン）、菊地良平（引退 元アンダーライン）、ランズダーン（解散）、リアルパンプキン（解散） |
| 17 | 2008 | 岡野陽一（元巨匠）、井上が来たぞ（元ロマン峠、サービス、となりのコーポ）、井村俊哉、大島和也（元うなぎ～ず、ジャッカス、優柔不断）、坂本No.1（TCクラクション 元クリーニングマン、ワン・デシリットル、ドリーマーズ）、杉崎シュンペーター（グレアムズ）、ポテンシャル聡（作家 元ハイパーポテンシャルズ、ピテカントロプス）、待っていた蔵この瞬間男（元ロマイルロケット2、ロケットパンチ）、経宏（一階建マンション 元竹内兄妹）、雨ちゃん（引退 元シンブン）、アンシャンレジーム（解散）、いく実（引退 元竹内兄妹）、エコルセ丹野（引退）、大和田匠（引退 元ピテカントロプス）、こじま（引退 元サニーテンポ、さうざんず）、今野和人（引退 元シンブン）、タンドリーチキン（解散）、戸矢秀一（引退 元ドリーマーズ）、風人雷人（解散）、本田和之（引退 元巨匠）、松本亮（引退 元キャッチャーライナー、ロケットパンチ）、山本好一（引退 元スマイルジャック、シングスピール）、夕乃（引退 元竹内兄妹）、浪漫モダン（解散） |
| 18 | 2009 | 昨日のカレーを温めて、おすし鐘ヶ江（元おすし）、ゲーツー（うちまつげ 元敏感ファイル）、さくらい（元おすし）、センス爆発女（元ハイパーポテンシャルズ）、はっとり（元敏感ファイル）、マグ万平（元地球）、伊藤大輔（千葉チューセッツ 元オニオングラタンスープ）、岡見雄人（作家 元ダイグレン）、キャッチャー中澤（元マシュマロサンデー）、コデラ戯言（元ヨイヒメ、キャットストリート）、島一平（YouTuber 元地球）、白幡いちほ（元劇場版ゴキゲン帝国、少女ジャンプーズ、裏庭コミックス、あっちこっち）、杉昇（くらげ 元あつあげ）、徳田有希（イラストレーター 元スタンダーツ）、中尾拓彦（作家）、平岡純米（元キャロパン、ロマン峠、サービス）、藤野俊明（元ぬえ、からあげディスコ）、カウクローズ（解散）、桐沢崇（引退 元マーブルズ）、こさじ（解散）、坂口ススム（引退 元サービス）、三遊亭楽㐂（引退）、西村亮（引退 元ちんちこちん、スタンダーツ）、バンビ（解散）、ビフ・タネン（解散）、深沢招広（引退 元スマイルジャック、あっちこっち）、室伏基裕（引退 元ジャスミン、むらさきブームソン）、山本潤一（引退 元うなぎ〜ず、パグ、ダイパニック）、要田佑介（引退 元からあげディスコ）、吉澤宏明（引退 元レトロ小町）                                                   |
| 19 | 2010 | じぐざぐ、タッカーノ（元リンゴスター）、こじま観光（元マチェーテ、ピレニーズ、スリーパーズ）、長岡大喜（おかえりニコルソン 元モダンボーイズ）、類家ドラマティック（元Groovy Rubbish、モダンボーイズ）、青木秀行（俳優 元モグラバンク）、天野舞（作家 元根菜キャバレー、ぴーかぶー、あめんぼ）、あんこ（元ビスケット）、演芸おんせん、小川裕史（元イルカアタック、ナンシンヨク、リンゴスター）、おぎぬまX（漫画家）、キョンシー蜂丸（元鉄筋パーティー）、サカイタカヒロ（元アンゲラー）、しまだだーよ（スペースランド流星群 元Theまてぃーに）、橋本ピー助（元プリズムシャワー、Theまてぃーに）、ひろたま。（元イマヒロ、ホットなチャイ、やみつき注意報）、ポポポポール古山（うわそら 元シャチ、キンプル）、マザー・テラサワ、Manote（音楽家 元Groovy Rubbish、フライアウトワンマン）、天野孝一（引退 元天の川）、カマタツ（引退 元あっぱれ!、ニッコリスイング）、木村成希（引退 元GRahAMBox、レトロ小町）、コネオ・インターナショナル（引退 元あっぱれ!、天の川）、ごめんね漱石（解散）、シャラ～ペ（引退 元そうじゃねえだろ、コークス）、しゅうえい（引退 元フライアウトワンマン）、平田俊之（引退 元リンゴスター）、福田賢一（引退 元作家、モグラバンク）、南風（解散） |
| 20 | 2011 | 魂ず、裸月光、プール、いたやまメディコ、大内崇史（元BEE8、馬稼業、フルパワーズ）、大村サイコー（元デカダンス、しみったれるな、ソガハタ、3色パン）、カフェなが（元スーパースターズ、フルパワーズ）、小林ぼっち（ハニカムズ）、樋渡光稀（オルカ 元ロマン・ド・ガール）、吉岡慶（元ナサ、ピレニーズ）、瓜生祐介（引退 元ナグモユミ）、オハイオ（解散）、鴫原彬（引退 元おだんごず）、コヒロ（引退 元いちごひとふり、カトリーヌ、ロベカル、フリーマン）、シュースケ・ヘラクレスオオカブト（引退 元うすくら屋）、福島祐基（引退 元はらぺこチョッパー、鉄筋パーティー）、マロンフェスタ（解散）、リチャード（解散） |
| 21 | 2012 | トンツカタン、ゆめちゃん（元デンキスタンド）、わたなべオーケストラ（ふぁのシャープ 元デンキスタンド）、栗谷（カカロニ 元ロメオ）、鳥山大介（元カトリーヌ、ソガハタ）、成岡（元海獣クラブ、よしんば）、溝部弦（元ぬえ、スネイク、ロメオ）、めろん団長（元めろんトリガー）、ヤマグチクエスト（元ボスマジック）、りょうちゃん（素晴らしき人生 元一本槍、ラフネス）、あさのだいすけ（引退 元アプリコン）、遠藤マサキ（引退 元おにしめ、メリケンダイナー）、おとぎばなし（解散）、おみおつけ（解散）、Q人類（解散）、こりっく（解散）、桜桃次郎（引退 元さくらエビ）、次郎丸浩之（引退 元ボクジアース）、聖矢（引退 元アジラッピィ）、中村将臣（引退 元おにしめ、パンツスーツ、濡烏） |
| 22 | 2013 | 吉住（元ムテンカナンバー）、アンダーパー、化石コンパス、バイオニ、いのくち（元スクースクータイム、草原の旅人、イヌズキ）、怪物くん（YouTuber 元ぐぴぽ、いちごひとふり、ロイヤルファミリー）、加賀谷秀明（フタリシズカ 元アクアプラス）、土屋（孫ダッシュ 元ブラットピーク）、モンキー・DH・カワタ（元カワタとざわお、合わせみそ、ブラットピーク）、浅沼カズト（引退 元にほんばれ、ガゼルパンチ）、あんみつ（解散）、石井康平（引退 元アクアキャンディー、クリーニングマン、マチェーテ、アクアプラス）、柏信圭吾（引退 元アンダーパー）、佐竹秀和（引退 元にほんばれ、アンタレス）、シムラ（引退 元オールオッケー、ダンディーベイビー、地面）、純水りんごちゃん（解散）、超車晃大（引退）、せんべいズ（解散）、なめろう（引退 元アンタレス）、真崎凌平（引退 元地面）、ミートレート（解散）、ヤマト（引退 元ぺんとはうす、ギガスラッシュ!!） |
| 23 | 2014 | なかよし、吉住、いかちゃん（元イベリコ）、肉体戦士ギガ（元ストレンズ）、加藤まさとし（元スクースクータイム、サバ缶、セカンドバージン）、かわいタクト（ふぁのシャープ 元虹色カルトン）、かわえなつき（おかえりニコルソン 元ムテンカナンバー）、げん（元ハンクス、バオバブ）、鈴木コウジロウ（元バニーズ）、バッドビート両角（元オールオッケー、イヌズキ）、朝熊（元ホロウェイ、やしゃぼう、マクレガー、とまくま）、髙橋ちゃん（ロボットクリエイター）、ノンタクトしゅん（とんたくと）、秋山和弘（引退 元草原の旅人、秋のうさぎ）、宇佐美奈菜（引退 元秋のうさぎ）、戸間替一樹（引退 元ダンディーベイビー、とまくま）、長谷川巧貴（引退 元アナクロニスティック）、服部佑哉（引退 元ダンディーベイビー、ガントレット）、ホビー（引退 元ハンクス、アナクロニスティック） |
| 24 | 2015 | ザ・マミィ、ターリーターキー、五十嵐文香、くぼゆうき（元バオバブ）、清水パソコン（あそび 元バカ丸海賊団）、横関とおる（元デリケート）、岩堀（元てんま、オチャニゴス、ダトウキョク）、俺があの及川（元全ズボン、セルフラジオ、ルマン）、大久保八億（元ジュン）、倉田花火大会、木場事変（大仰天 元卯月）、高木払い（元都トム）、タコス（マリーマリー 元キヨイ）、ぼんちゃん（元かけるとぼん、ジェントルマン）、三部高徳（定点計画 元夕雲オレンジ、紺青準2級、ドンファン）、しんぷる内藤（引退）、諏訪園昇平（引退 元ダトウキョク）、大陸（引退 元ガーネット、後藤と大陸）、鳥羽寿彦（引退 元パラダイスメン、デリケート）、新国孝平（引退 元ガーネット、ニューシャトル）、フィクションズ（解散）、福田貴大（引退 元パラダイスメン、ナガイヨル）、やまだけいすけ（引退 元ボムクレイジー、すてみタックル、らたまきゅう）、六角レンチ（解散） |
| 25 | 2016 | スパイシーガーリック、グランドスラム、メゾンドマカロニ、もぐら、アリゾナベースボールスクール、ゴシヒロ。（やおよろず 元ロモペ）、さきぽん（元ロモペ、美女と野獣）、共田林平（元宵越しインディー）、ほくと（元ピッポ、カバブルックリン）、細野祐作（元ネギゴリラ）、源川、宮間扱い（あそび 元世界塔、メトロてんぐ）、メルシー（元ネギゴリラ）、キタムラタクロー（元江戸ベルト、翳りゆく部屋、ぽんぽこりん）、くじら8号、シテントル、しびれグラムサム、田口優斗（大仰天 元コイウタ、ゆうけんず）、土井谷誠一（だいにぐるーぷ）、ハタノハタ（元モンタナ、にわとりの日、世界塔、ルマン）、前田オンリーワン、明石信宏（引退 元アカヤケ、あまからひやし）、鈴木健吾（引退 元乙女獅子、花に風、セニョールマックイーン）、なごみ子遊園地（引退 元あぶら煙幕、トラックマン、ねじまきシアター）、平山知輝（引退 元あまからひやし）、真鍋賢司（引退 元花に風、ゆうけんず）、三宅優氏（引退 元アカヤケ、トラックマン、コイウタ、セニョールマックイーン） |
| 26 | 2017 | 凛凛パーカー、おしどり大名、車海老のダンス、ジャンク、デッドリードライブ、徳永敦（バローズ）、おばた最高（めっちゃ最高ズ 元おひるね、飛鳥）、神楽、鈴木ジェロニモ（元コガラシガーナ）、竹内大規（元竹内ズ）、ブレーメン通り、みべ薬局（元ミベオノ）、森本佐恵（元カワセミ）、飯田、がまの助（元竹内ズ、トップンポップン、ディーポップ）、がんばる太郎（元つばめ花火）、金城勇斗（作家 元タランティン）、小林ラブリーこーちゃん（東京師走 元風の石油王、キャメルズ）、高橋あまる（元レバンナ、飛鳥）、まいな（元おひるね、カワセミ）、よく来たな大岩（元トゥルットゥー）、相原帝王（解散）、ハンサム金魚（解散） |
| 27 | 2018 | ゆむら、おしどり大名、バローズ、マルケンスッタン、菊池俊輔（元プルプルプル、クレヨン）、ぎゃんたん、豪秀（元アマメ、くだん）、ゴッチス（元みたらし祭り、ドミニク、マクレーン）、zabu（元燻製、ウズベキ）、すけしとからし、寺本大樹（元しめじ）、粉末緑茶、めっちゃ最高ズ、軍曹（あずみ 元ジャーゴン）、勢司瑞季（勢司兄弟 元ハンブルトン）、武田一貫（かいりき 元アズサ、ドグマン）、たこまる、並木みなみ（ちゃちな二人 元燻製、クレヨン）、パルテノンみやじ（元パルテノンモード）、ぷりん将軍（YouTuber）、ホリカワ（元ハンブルトン）、堀口祐生（元ジャーゴン、ドミニク）、石村武蔵（引退 元レバンナ）、伊藤太一（引退 元ランドスネイル）、オートクチュール（解散）、小野龍一（引退 元パルテノンモード）、尾花カントク（引退 元タランティン、アルトグラム）、カルブンコ（解散）、神田舜介（引退 元プルプルプル、アルトグラム）、小林たぬき（引退 元ハーチル、アルバ）、貫井桂（引退 元へんてこぼういず）、花唄ファンファーレ（解散）、やひろ（引退 元雨のレレレ） |
| 28 | 2019 | 有村ちり紙、梅田元気よく（元七三猫）、サービスエリア、CITY OF SLEEZE、テツロー（元キャプテンバイソン）、西田涼（元キャプテンバイソン）、ハルひなた、プランクトン、まぐろ兄弟、ゴッチス、リードオフマン、りゅうせい（元みたらし祭り、カーニバルエルボー）、ワンタイトル、大場駿平（サンパドル 元アロハチ、エメドット）、コイオドリ、鉄筋くらぶ57、ドルフィンソング、ノーテクノロジー（解散）、ぱずるず（解散）、ホッシー（引退 元エメドット）、もちべぇ（元あぶら煙幕、大車輪） |
| 29 | 2020 | 人間横丁、あおいちゃん、天野裕（やおよろず 元アン縫い）、新井ねこ（花ブービー 元七三猫）、海を売る男、おはよう和山（元ノーランド）、金色グラフティ、ソルトレイク、たいせい（エビカレンダー 元みならいファーベッツ）、炭酸水、ぬで、ふくだりーち、藤田史也（元歌舞伎・デ・ニーロ、つかさーず）、ふたりはリバース、まさお（元ハートシード、あぶく達磨）、マサキオンライン（元ハートシード、ノーランド）、まちょねーず、内垣（元ライフサイズ）、かい（ジャイアントブルズ か元スマッシュダンク）、ジンチョメ、セキ・ア・ラ・モード、田中太郎、岡本匠（引退）、わたなべりょうわたなべ・亮（引退 元歌舞伎・デ・ニーロ、あぶく達磨） |
| 30 | 2021 | 雨傘、一旦岡崎（エビカレンダー 元ついでにオードブル、つかさーず）、エリクトン、きゅっぱっき～（元印籠玩具）、グレンジャー、ジャグチーる、ダックワーズ、花ブービー、ペンた丸、マインドスティール、山崎凌士（ほとぼり 元サニーベア）、御前カンパニー、さかたりく（えびようび）、ハルヨ、村上、元気そうでよかった。、藪田ザリガニ（グコウケン2）、アベナナミ（引退 元ついでにオードブル）、アルティメットありがとう（解散）、柿田幸哉（引退 元いろはラムネ）、すちゃらか文豪（解散）、スネークヘイズ（解散）、ぺろぺろ（解散）、メイリン（解散） |
| 31 | 2022 | 海底金融、カヌン、コードレス化ポルカ、さかずき、ザック・シーン、写実派、ジョンドウ、センチメンタルズ、殿様ランナー、トツカミツカ、ナカンジ、野良凡夫、パブン、メメ識、結生（ほとぼり 元凪）、午前二時鈴木、リキヤ（元晴天大成）、駄々脱兎（解散） |
| 32 | 2023 | あい色ラグーン、エクレアパープル、キャラメルパンダ、きり、くろイルカ、こはるバスケ、サモエズ、タルタル関数、デイドリーム、ビックブック、ぶれんどしっぷ、窓辺のピーマン、めおしぼたん、楽願、ミスターアンディ（解散）、山羊園（解散） |
| 33 | 2024 | 悪趣味な色彩のカエル、最大パルプ、三色ブルペン、シガリバーネオ、シキシマ、弾丸列車、デイビット、ともだちパンチ、ノーザンパイク、爆炎ジュゴーン、花、パワシ、ハングマン、ファズ宮、ふゆう空間、南コーヒー |

## JCAプロモーションを経由せず飛び級で人力舎に所属した卒業生
- アナクロニスティック
- 髙橋ちゃん
- ダトウキョク

## スクールJCAへ入学せず人力舎に所属した芸人
- オアシズ
- ニーニーズ（解散）
- Zee-G（解散）
- 細雪（解散）
- おぎやはぎ
- Y&Y（解散）
- プラトニック（解散）
- ミクロキッズ（解散）
- ジャムパン（解散）
- 寺崎仁人（退社　元グーニーズ）
- てづらいさむ（引退）
- ビューティー渡辺（退社）
- ドリンク（解散）
- 角田晃広（東京03）
- 木村直博（退社　元ルーシー）
- 本田兄妹
- ジグザグドリブル（解散）
- 山内大史（引退　元孔雀）
- 浅沼達朗（引退　元鬼ヶ島）
- 北野知沙（引退　元エレガントグリーン）
- ヨージ（退社）
- 川合亜紀（引退　元あめんぼ）
- 残間萌（引退　元裏庭コミックス）
- 永田敬介（元スパナペンチ）
- 高橋諒哲（引退　元スーパースターズ、スパナペンチ）
- 真空ジェシカ
- 河野かずお（埼京パンダース）